# Quyền LGBT ở Quần đảo Cayman
Quyền đồng tính nữ, đồng tính nam, song tính và chuyển giới ở Quần đảo Cayman có thể phải đối mặt với những thách thức pháp lý mà những người không phải LGBT không gặp phải. Cả nam và nữ hoạt động tình dục đồng giới đều hợp pháp ở Quần đảo Cayman.
Vào ngày 29 tháng 3 năm 2019, Chánh án Quần đảo Cayman đã đưa ra phán quyết giữ lệnh cấm hôn nhân đồng giới của lãnh thổ là vi hiến.  Phán quyết này đã được chờ kháng cáo, với kháng cáo dự kiến sẽ được nghe vào khoảng tháng 8 năm 2019

## Tính hợp pháp của hoạt động tình dục đồng giới
Các hành vi tình dục đồng giới đã bị coi thường một cách rõ ràng theo Sắc lệnh Lãnh thổ Caribbean (Luật hình sự) của Anh, 2000, có hiệu lực vào ngày 1 tháng 1 năm 2001.
Công ước quốc tế về các quyền dân sự và chính trị của Anh báo cáo về Lãnh thổ hải ngoại của mình về Bermuda, Quần đảo Cayman, Quần đảo Falkland, Gibraltar, Montserrat, Quần đảo Pitcairn, Saint  Helena và Quần đảo Turks và Caicos đã tuyên bố vào năm 1999 nói rằng "Chính phủ Vương quốc Anh lo ngại rằng tất cả các Lãnh thổ hải ngoại nên chấp nhận - như hầu hết trong số họ, thực sự, đã làm  - về cơ bản là cùng một vị trí như ở Vương quốc Anh đối với hình phạt tử hình, hình phạt tư pháp và xử lý như tội hình sự đối với hành vi đồng tính luyến ái giữa người lớn đồng ý riêng tư".
Việc bãi bỏ luật chống đồng tính bị lên án bởi các nhóm bảo thủ và chính trị gia, một số người đã đưa ra thuyết âm mưu về một hành lang được cho là bí mật của người đồng tính đang cố gắng phá hủy các giá trị của Cayman và Kitô giáo.
Độ tuổi đồng ý cao hơn đối với người đồng tính (21) so với người dị tính (16).

## Công nhận các cặp đồng giới
Luật hôn nhân của Quần đảo Cayman định nghĩa hôn nhân giữa một nam và một nữ. Hiến pháp lưu ý quyền kết hôn của các cặp đôi khác giới, mặc dù nó không đề cập rõ ràng đến các cặp đồng giới.
Kể từ đó, cải cách gia tăng đã được thực hiện để công nhận một số quyền cho các cặp đồng giới. Vào tháng 7 năm 2016, Tòa án Kháng cáo Di trú ra phán quyết ủng hộ một người đồng tính nam muốn được thêm vào giấy phép lao động của người phối ngẫu của mình như một người phụ thuộc. Cuối năm đó, Hội đồng lập pháp đã bỏ phiếu chống lại một động thái tổ chức trưng cầu dân ý về việc lãnh thổ có nên hợp pháp hóa hôn nhân đồng giới hay không. Một vụ kiện được đưa ra bởi một cặp đôi đồng tính người Anh gốc Cayman, thách thức lệnh cấm kết hôn đồng giới, được đưa ra trong Tòa án lớn. Tranh luận bằng miệng đã được nghe trong vụ án vào tháng 2 năm 2019, với quyết định ủng hộ công nhận hôn nhân đồng giới được công bố vào ngày 29 tháng 3 năm 2019.
Tuy nhiên, Chính phủ Quần đảo Cayman đã kháng cáo quyết định của Tòa án phúc thẩm, và phán quyết được giữ nguyên vào ngày 10 tháng Tư. Kháng cáo sẽ được xét xử vào tháng 8 năm 2019. Các chuyên gia pháp lý coi đó là "cam chịu thất bại".

## Chống phân biệt đối xử
Năm 2009, một dự thảo hiến pháp đã loại trừ quyền LGBT. Ủy ban đối ngoại của Anh đã mô tả quyết định loại trừ khuynh hướng tình dục là căn cứ bị cấm để phân biệt đối xử là "đáng trách" và làm dấy lên lo ngại rằng nó vi phạm luật nhân quyền. Nó nêu lên khả năng cư dân Quần đảo Cayman có thể được chi trả ít hơn mức bảo vệ đầy đủ mà họ được hưởng, theo Công ước châu Âu về Nhân quyền.

## Điều kiện sống
Mở màn thể hiện tình cảm giữa các đối tác đồng giới có thể xúc phạm.  Xã hội Cayman có xu hướng bảo thủ khi xử lý các vấn đề như quyền LGBT, mặc dù thế hệ trẻ được coi là ngày càng tự do về văn hóa.
Khung cảnh đồng tính nam ở Quần đảo Cayman bị hạn chế, không có hộp đêm hay bãi biển dành cho người đồng tính cụ thể. Tuy nhiên, một số khách sạn và khu du lịch phục vụ khách hàng đồng tính.

### Kì thị
Trong khi Quần đảo Cayman chính thức thế tục và Hiến pháp đảm bảo sự bình đẳng và không phân biệt đối xử, Chính phủ đặc biệt có tiếng nói và không công bằng trong việc thể hiện thái độ chống đồng tính. Vào năm 1998, nó đã cấm một con tàu Na Uy Cruise Line chở hơn 900 khách du lịch đồng tính. Bộ Du lịch tuyên bố: "Chúng tôi không thể tin tưởng vào nhóm này để duy trì các tiêu chuẩn về hành vi phù hợp dự kiến của du khách đến Quần đảo Cayman." Lệnh cấm đã thu hút sự chỉ trích từ các nhóm nhân quyền và các cơ quan du lịch, một số trong đó khuyên nên tẩy chay các hòn đảo. Vào năm 2008, cảnh sát đã bắt giữ một người đàn ông đồng tính Massachusetts sau khi anh ta hôn đối tác của mình trên sàn nhảy hộp đêm. Sau đó anh được thả ra.

## Bảng tóm tắt
| Hoạt động tình dục đồng giới hợp pháp                                                                                       | (Từ năm 2001)                                                                   |
| Độ tuổi đồng ý | No                                                                              |
| Luật chống phân biệt đối xử trong việc làm                                                                                  | No                                                                              |
| Luật chống phân biệt đối xử trong việc cung cấp hàng hóa và dịch vụ                                                         | No                                                                              |
| Luật chống phân biệt đối xử trong tất cả các lĩnh vực khác (bao gồm phân biệt đối xử gián tiếp, ngôn từ kích động thù địch) | No                                                                              |
| Hôn nhân đồng giới | (Phán quyết của tòa án)                                                         |
| Công nhận các cặp đồng giới                                                                                                 | / (Cặp đôi đồng tính đầu tiên được công nhận cho mục đích nhập cư vào năm 2016) |
| Con nuôi của các cặp vợ chồng đồng giới                                                                                     | No                                                                              |
| Con nuôi chung của các cặp đồng giới                                                                                        | No                                                                              |
| Người LGBT được phép phục vụ công khai trong quân đội                                                                       | (Từ năm 2000, trách nhiệm của Vương quốc Anh)                                   |
| Quyền thay đổi giới tính hợp pháp                                                                                           | No                                                                              |
| Truy cập IVF cho đồng tính nữ                                                                                               | No                                                                              |
| Mang thai hộ cho các cặp đồng tính nam                                                                                      | (Cấm cho các cặp vợ chồng dị tính cũng vậy)                                     |
| NQHN được phép hiến máu | No                                                                              |